# Per Nørgård
Per Nørgård [pʰaɐ̯ 'nɶɐ̯ɡ̊ɒːɐ̯] (Gentofte, 13 juli 1932 – Kopenhagen, 28 mei 2025) was een Deens componist en muziekpedagoog.

## Levensloop

### Opleiding
Nørgård studeerde aan Det Kongelige Danske Musikkonservatorium (DKDM) te Kopenhagen bij onder anderen Vagn Holmboe en Finn Høffding. Naast compositie studeerde hij muziektheorie, piano, solfège en muziekgeschiedenis. Hij behaalde zijn einddiploma compositie in 1955. Na zijn debuutconcert in 1956 ging hij naar Parijs en studeerde bij Nadia Boulanger.

### Compositieleraar
In 1958 werd Nørgård docent muziektheorie en compositie aan Det Fynske Musikkonservatorium te Odense en werkte in deze functie tot 1961. Vervolgens werd hij in dezelfde vakken docent aan zijn alma mater, het DKDM in Kopenhagen. Omdat hij het met de directie van het conservatorium niet eens werd over het toelatings- en opleidingsbeleid verhuisde hij in 1965 naar Det Jyske Musikkonservatorium te Aarhus, waar hij een compositieklas oprichtte, die zich al spoedig ontwikkelde tot een centrum voor een ideologievrije muziekopleiding in Noord-Europa. In 1995, na meer dan dertig jaren, trok Nørgård zich terug uit zijn functie als muziekpedagoog. Tot zijn bekendste leerlingen behoren de Deense componisten Karl Aage Rasmussen, Bent Sørensen, Hans Abrahamsen en Anders Nordentoft en de Zweedse operacomponist Hans Genfors.

### Uendelighedsrække (Oneindigheidsreeks)

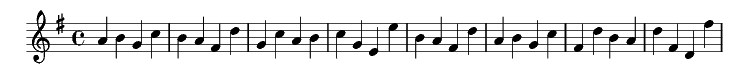
Oneindigheidsreeks in G groot (de eerste 32 noten)

Nørgård heeft veel geleerd van de "door elektriciteit geleide energie", die zijn compositieleraar Holmboe hem bijbracht. Wat hen met elkaar verbindt was het Noordse en het Kosmische. Holmboes metamorfosetechniek – het idee van een 'muzikale kiemcel in onuitgezette organische verandering' (Rasmussen) – leek als gecreëerd voor een componist die zich aangetrokken voelde tot Oosterse klankvoorstellingen en de 'oneindige verbindingen tussen de dingen' onderzocht. Op zoek naar de "sensibele chaos" (Novalis) ontdekte Nørgård de door hem zo genoemde oneindigheidsreeks. Uitgaand van een aselectieve interval, kan deze – door een regelmatig voortzettingsprincipe – een eindeloze lijn in gang zetten, die zich losmaakt van verdere hiërarchieën van "zelf-gelijke" dochterreeksen: bouwstof voor 'fractale' klankstructuren. In het werk voor kamerorkest Rejse ind i den gyldne skærm (Reis in het gouden scherm) wordt het klankgebeuren dat zich quasi volgens natuurwetten ontplooit geleid door een dergelijke oneindigheidsreeks.

### Adolf Wölfli
Reekshiërarchieën, het over- en ondertoonspectrum en ritmes naar het model van de gulden snede geven zijn muziek in de jaren zeventig een objectief karakter. Een expositie met schilderijen van Adolf Wölfli in het kunstmuseum Louisiana in Humlebæk ten noorden van Kopenhagen beïnvloedde hem en leidde omstreeks 1980 tot een nieuwe, subjectief-expressionistische werkperiode. In de 4e Symfonie en Indische Rozentuin en Chinese Heksenzee (1981) en in de opera Det guddommelige Tivoli ("De goddelijke kermis") (1982) zette Nørgård de schizofrene Zwitserse kunstenaar Wölfli neer als een blijvend "beschermd monument".

### Toonzeeën
Golvende klankverlopen en 'toonzeeën' – ineengevlochten "stapels van kwinten, die telkens voorwaarts en achterwaarts aflopen" (Leif Thomsen) – doorspekken voornamelijk zijn werken uit de jaren negentig. Orgiastische klankkolken en pauzebreuken zijn het kenmerk van de 5e Symfonie (1990). Een belangrijk scheppingsmotief in de 6e Symfonie "...in het Rijk van het aflopen" was het onderzoek van een ongekende baswereld. Haar basis wordt gevormd door basfluit, contrafagot, bastrompet, contrabastrombone en contratuba. Toenemende en rollende klankgolven met een onrustig "binnenleven", overlappende verschillende tempo's, wisseling tussen ritmisch scherp gesneden motieven en glijdende camouflage geven het klankgebeuren een instabiel en meerduidig karakter.
Hij schreef (anno 2009) zes opera's, vijf balletten, acht symfonieën, andere orkestwerken, concerten, vocale muziek, koorwerken en een aanzienlijk oeuvre aan kamermuziek. Hij schreef ook filmmuziek.
Nørgård overleed op 28 mei 2025 op 92-jarige leeftijd.

## Composities (selectie)

### Werken voor orkest

#### Symfonieën
- 1953-1955 Symfonie nr. 1 "Sinfonia austera"
- 1970 Symfonie nr. 2
- 1972-1975 Symfonie nr. 3, voor 2 blokfluiten, 2 gemengde koren, orgel en groot orkest
  1. Outer Movement
  2. Inner Interplay
- 1981 Symfonie nr. 4
- 1990 Symfonie nr. 5
- 1998-1999 Symfonie nr. 6 "At the End of the Day"
- 2004-2006 Symfonie nr. 7
- 2011 Symfonie nr. 8

#### Concerten voor instrumenten en orkest
- 1952 Rapsodi, voor piano en orkest
- 1968 Recall, voor accordeon en orkest
- 1984-1985 Between, voor cello solo en orkest
- 1985-1986 Remembering Child, voor altviool solo en orkest
- 1986-1987 Concert "Helle Nacht", voor viool en orkest
- 1988-1989 King, Queen and Ace, voor harp solo, dwarsfluit, hobo, klarinet, fagot, hoorn, trompet, trombone, slagwerk, 2 violen, altviool, cello en contrabas
- 1991 Spaces of Time, voor piano solo en orkest
- 1994-1995 Concert in due tempi, voor piano en orkest
- 1996-1997 Bach to the Future, voor 2 slagwerkers solo en orkest (zonder violen)
- 2000 Håndslag til et orkester, voor slagwerk solo en orkest
- 2002 Borderlines, voor viool solo en strijkorkest
- 2007 Pictures from Lake Arre, voor altsaxofoon solo, piano en strijkorkest

#### Andere werken voor orkest
- 1953 Metamorfosi, voor strijkorkest
- 1958 Konstellationer, voor strijkorkest
- 1959 Lyse danse, voor kamerorkest
- 1964-1965 Den unge mand skal giftes, concertsuite voor sopraan, alt, tenor, bas en orkest
- 1966 Komposition for orkester
- 1966 Töne vom Hernst, voor elektrische gitaar en orkest
- 1968 Århus' tapre skrædder – Variation over C.C. Møllers "Aarhus Tappenstreg", voor orkest en brassband
- 1968-1969 Rejse ind i den gyldne skærm ("Reis in het gouden scherm"), voor kamerorkest
- 1976-1977 Twilight, voor orkest
- 1981 Indischer Roosen-Gaarten und Chineesischer Hexen-See ("Indische Rozentuin en Chinese Heksenzee"), voor orkest
- 1984 Burn, voor orkest
- 1991-1992 Night-Symphonies, Day Breaks, voor kamerorkest
- 1992 Fugitive Summer, voor strijkorkest
- 1993 Amled Suite uit de filmmuziek "Amled – Prinsen af Jylland", voor kamerorkest
- 1997 Aspects of Leaving, voor orkest
- 2000 Terrains vagues, voor orkest

### Werken voor harmonieorkest en blazers
- 1968 Ceremonial Music, voor 4 hobo's, 8 hoorns, 8 trompetten en 4 trombones
- 1968 Doing, voor 5 cornetten, flügelhorn (bugel), 3 hoorns, 2 Baritons, 3 trombones, eufonium, 2 tuba's, pauken en slagwerk
- 1968 Århus' tapre skrædder – Variation over C.C. Møllers "Aarhus Tappenstreg", voor (harmonie)orkest en brassband
- 1970 Modlys, voor harmonieorkest en 2 piano's
- 1976 Nu dækker sne den hele jord, voor 8 tuba's
- 1983 Brænding, voor accordeon, piano en harmonieorkest

### Oratoria en cantates
- 1962 Dommen, scenisch oratorium voor mezzosopraan, tenor, 2 bariton, bas, gemengd koor, vrouwenkoor, kinderkoor, orkest, geluidsband en 5 acteurs
- 1976 Vinterkantate, cantate voor gemengd koor, hobo, trombone, slagwerk, orgel, viool en cello

### Muziektheater

#### Opera's
| Voltooid in | titel | aktes                | première                                    | libretto                                                                    |
| ----------- | --- | -------------------- | ------------------------------------------- | --------------------------------------------------------------------------- |
| 1963        | Labyrinten Het Labyrint)                                                                                                  | 2 aktes              | 2 september 1967, Kopenhagen                | Bent Nørgaard                                                               |
| 1971-1972   | Gilgamesh (Gilgamesj) | 6 dagen en 7 nachten | 4 april 1973, Aarhus                        | van de componist naar het Gilgamesj-Epos                                    |
| 1974-1979   | Siddharta – Spil for den ventede ("Siddharta – Spel voor de verwachte")                                                   | 3 aktes              | 19 maart 1989, Stockholm, Koninklijke Opera | van de componist en Ole Sarvig                                              |
| 1982        | Det guddommelige Tivoli ("De goddelijke kermis")                                                                          | 2 aktes              | 1983, Århus                                 | Adolf Wölfli, Ted Hughes, William Shakespeare, Friedrich Nietzsche          |
| 1988        | Den uendelige sang bygger på Den afbrudte sang (The Never-ending Song); - 1. Brylluppet; 2. Nedstigningen; 3. Orfeus' død | 3 delen              |                                             | Ulla Ryum, Marie Lalander, de componist en verschillende antieke schrijvers |
| 1995-1996   | Nuit des hommes | 2 aktes              | 1996, Kopenhagen                            | Guillaume Apollinaire                                                       |

#### Balletten
| Voltooid in | titel                         | aktes | première                                          | libretto   | choreografie |
| ----------- | ----------------------------- | ----- | ------------------------------------------------- | ---------- | ------------ |
| 1964-1968   | Den unge mand skal giftes     |       | 1965, Deense televisie; 1967, Kopenhagen (toneel) | I. Ionesco |              |
| 1967        | Tango Chikane                 |       | 1967, Kopenhagen                                  | F. Flindt  |              |
| 1984        | Kropsdrøm (Body Dream)        |       |                                                   |            |              |
| 1985        | Tre søskende (Three Siblings) |       |                                                   |            |              |
| 1986        | Ildnatten                     |       |                                                   |            |              |

### Werken voor koren
- 1954 Aftonland, voor gemengd koor
- 1955 Overstået angst, voor gemengd koor
- 1957 To pastoraler, voor tenor solo, mannenkoor en orkest
- 1957 Triptychon, voor gemengd koor en orgel
- 1959 Sinfonia profana, klarinet en vierstemmig mannenkoor
- 1960 Strandvalmue, voor zesstemmig gemengd koor (SAATBB)
- 1961 Landskabsbillede, voor gemengd koor
- 1962 Golgatha, voor gemengd koor
- 1971 Oluf Strangesøn, voor gemengd koor en 3 slagwerkers
- 1974 Singe die Gärten, mein Herz, die du nicht kennst, voor dubbelkoor (SSAATTBB), dwarsfluit, klarinet, hoorn, 2 slagwerkers, harp, piano en cello
- 1975-1976 Frostsalme, voor gemengd koor
- 1976-2000 Nu dækker sne den hele jord, voor gemengd koor, 4 eufonia, Es tuba, 2 Bes tuba's
- 1977 Den afbrudte sang, voor gemengd koor en instrumenten
- 1977 Kredsløb, voor gemengd koor
- 1977 Orfeus' Dansevise, voor gemengd koor en 5 slagwerkers
- 1979-1980 Tidligt forårs danse, voor gemengd koor, hobo, 4 slagwerkers en dansers ad libitum
- 1979-1980 Wie ein Kind, voor gemengd koor
- 1981 Slå dørene op, voor kinderkoor, gemengd koor en instrumenten
- 1982 3 motetter til "Agnus Dei", voor gemengd koor
- 1982 HIL DI(n)G ROSENBERG, voor gemengd koor
- 1983 Afbrudt højsang, Skrig og Drikkevise, voor gemengd koor
- 1985 Den foruroligende Ælling, voor gemengd koor en geluidsband
- 1989 La Peur, As It Were, voor twee gemengde koren
- 1993 Og der skal ikke mere gives tid, voor gemengd koor
- 2000 Morgenmyte, voor gemengd koor
- 2000 Mytisk Morgen, voor gemengd koor en basklarinet
- 2002 Rêves en pleine lumière, voor gemengd koor
- 2009 Piet Hein Suite, voor driestemmig vrouwenkoor en vijfstemmig gemengd koor

### Vocale muziek
- 1955-1956 To recitativer, voor alt en cello
- 1956 Sånger från Aftonland, voor alt, dwarsfluit, viool, altviool, cello en harp
- 1960 Af Tue Bentsøns viser, voor bariton en piano
- 1960 Det skete i de dage, voor zangstem, acteurs, kinderkoor, blokfluiten, slagwerk en strijkers
- 1963-1965 Tre kærlighedssange, voor alt en orkest
- 1971 Wenn die Rose sich selbst schmückt, schmückt sie auch den Garten, voor sopraan, altfluit, slagwerk en contrabas
- 1975 Fons laetitiae, voor tenor/luit of sopraan/harp
- 1975 Nova Genitura, voor sopraan, viool, blokfluit, viola da gamba, luit en klavecimbel
- 1978 Seadrift, voor sopraan, viool, dwarsfluit+crumhorn, viola da gamba/cello, klavecimbel/piano, gitaar en slagwerk
- 1982-1984 Plutonian Ode, voor sopraan en cello
- 1987-1988 L'enfant et l'aube, voor sopraan, tenor, dwarsfluit, klarinet, slagwerk, piano en cello
- 1991 Tre Magdalena Sange, voor alt en piano
- 1991-1992 Sommerpræludium og to årstidssange, voor sopraan en orgel
- 2000 Drømmeduo, voor alt, bariton, piano en accordeon
- 2003-2004 Lygtemændene tager til byen, voor sopraan, mezzosopraan, tenor, blokfluiten, gemengd koor en orkest
- 2003-2004 The Will-o'-the-Wisps go to Town, voor sopraan, mezzosopraan, tenor, gemengd koor en orkest

### Kamermuziek
- 1955-1958 Ni danske sange, voor viool en piano
- 1959 Tre Miniaturer, voor strijkkwartet
- 1960 Trompetmusik I-II, voor 2 of 3 trompetten
- 1962 Titanic, voor spreker en geluidsband
- 1963 Det er ikke til at bære, voor dwarsfluit, trompet, elektrische gitaar, piano, viool en contrabas
- 1966 Stumspil, voor dwarsfluit, trompet, viool, contrabas en piano
- 1968 Kejsertrio, voor klarinet, viool en piano
- 1969 Dreamscape, voor strijkkwartet en geluidsband
- 1969 Inscape, voor strijkkwartet
- 1969 Musaic, voor 5 cornetten, 3 trombones en elektronica
- 1970 "Time is a River without Banks" (Marc Chagall says ...), voor viool en geluidsband
- 1970 Whirls' World, voor blazerskwintet
- 1977 Cantica, voor cello en piano
- 1985 9 Friends, voor accordeon en piano
- 1986 Tintinnabulary, voor strijkkwartet
- 1988 Syn, voor kopersextet (2 trompeten, 2 hoorns, 2 trombonse/2 eufonia
- 1992-1993 Cao shu, voor klarinet en piano
- 1992-1993 Roads to Ixtlan, voor saxofoonkwartet
- 1992-1993 Strijkkwartet nr. 7
- 1992-1995 Det er bare noget han bilder sig ind, voor trompet, trombone en piano
- 1992-1995 It's All His Fancy, That, voor trompet, trombone en piano
- 1993 Scintillation, voor dwarsfluit, klarinet, hoorn, piano, viool, altviool en cello
- 1993-1994 Strijkkwartet nr. 7
- 1994 Viltir Svanir, voor saxofoonkwartet
- 1994-1995 Dansere omkring Jupiter, voor saxofoonkwartet
- 1995-1997 Strijkkwartet nr. 8
- 2000 Day's Early Nightmare, voor strijkkwartet
- 2001 Jack of Diamonds, voor dwarsfluit en gitaar
- 2001 Strijkkwartet nr. 9
- 2003 Gennem Torne, voor dwarsfluit, klarinet en strijkkwartet
- 2004-2005 Strijkkwartet nr. 10
- 2005 Delta, voor saxofoon, cello en piano
- 2007-2008 Out of the Cradle Endlessly Rocking, voor klarinet/basklarinet, viool, cello en piano

### Werken voor orgel
- 1955 Fem orgelkoraler
- 1956 Preludio Féstivo
- 1958 Partita concertante
- 1971 Canon
- 1988 Trepartita
- 1992 Jeg ved et evigt himmerig
- 1992 Mattinata
- 1992 Notturno

### Werken voor piano
- 1957 Sonate nr. 2
- 1959 Ni studier
- 1959 Skitser
- 1967-1968 Grooving
- 1983 Achilles en de schildpad
- 1989 Remembering
- 1994 Tre Magdalena-strofer
- 1997 Unendlicher Empfang, voor twee piano's
- 2007 Maj på vej

### Werken voor klavecimbel
- 1990 Gemini Rising

### Werken voor beiaard
- 1994-1995 Luftkasteller – 2 stykker for klokkespil

### Werken voor harp
- 1982 Lille dans
- 1989 The color is black
- 2002 Consolazione

### Werken voor gitaar
- 1976 Genkomster
- 1978 In Memory Of...
- 1981 Papalagi
- 1985 Spar konge, dame og Es
- 1985-2001 Tales from a Hand, een serie van suites
- 1989 Klør mellem Jokere
- 1997 Wasser und Rosen von Ispahan oder Schiras, voor twee gitaren
- 1997-1998 Morgenstund
- 1999 Rondino Amorino
- 2001 Da Ruder Konge var Knægt

### Werken voor accordeon
- 1966 Le bal somnambule
- 1967 Anatomisk Safari
- 1997 Eremitkrebs-tango

### Werken voor slagwerk
- 1964 Rondo for seks, voor zes slagwerkers
- 1979 Isternia, voor cimbalom/marimba
- 1982 I Ching
- 1983 Square and Round, voor 6 slagwerkers
- 1985 Clima 2000 – Energy Free, voor slagwerk
- 1985 Energy Fields Forever
- 1986 En lys time, voor slagwerk-ensemble
- 1986-1987 Poème
- 1991-1993 Echo-Zone Trilogy, voor twee slagwerkers
- 1994-1995 Det veltempererede slagtøj, voor twee slagwerkers

### Filmmuziek
- 1962 Oslo
- 1966 Den røde kappe
- 1967 Kongens Enghave
- 1987 Babettes gæstebud
- 1993 Amled – Prinsen af Jylland (Hamlet, Prince of Denmark)
- 2002 Krig

### Elektronische muziek
- 1968 Den fortryllede skov, voor geluidsband
- 1968 Det store bælt, voor geluidsband
- 1970 Kalendermusik, voor geluidsband
- 1970 Årsfrise, voor geluidsband
- 1985 Fra de evigt fjernere stjerner, voor geluidsband
- 1986 Najader, voor geluidsband
- 1995 Circus City, voor geluidsband

## Eerbetoon
- in 2016 werd de Ernst von Siemens Muziekprijs aan hem toegekend

## Publicaties
- (da)  samen met Anker Fjeld Simonsen: Er temporelationer overtonerelationer? Prolog til naturvidenskabelig musikopfattelse eller blindgyde, Kommentar til "Havense Grundrone – (findes den?)" af Per Nørgård. in: Dansk Musikridsskrift. 60 (1985/86), p. 91-93.
- (da)  Havenes grundtone (findes den?). in: Dansk Musiktidsskrift. 59 (1984/85), p. 294-296.
- (da)  "At handle, eller ikke at handle". Is that a question? Refleksioner over to operaer., in: Nutida Musik. 26 (1982/83), Nr. 3, S. 3-6.
- (da)  samen met Henning Urup, Bjørn Dinna, Ivan Hansen: Forholdet mellem musik og dans – Specielt belyst ud fra en analyse af "Tidligt Forars Danse" af Per Nørgård og Dinna Bjern, in: Musik og Forskning. 7 (1981), p. 191-239.
- (da)  samen met Sven Erik Werner: Om manen, tilvaerelsen og sidan ..., in: Dansk Musiktidsskrift. 44 (1969), p. 72-75.
- (da)  Rundtomkringogallevegne: i "Labyrinten", in: Dansk Musiktidsskrift. 42 (1967), p. 68-70.